# Kerichen 72
Albums de Gérard Jaffrès
Les soldats de pierre
(1993) Les années baluches
(1997)
Kerichen 72 est le troisième album CD du chanteur breton/belge Gérard Jaffrès. Il revient sur les années 70 de sa jeunesse en Bretagne, ses "premiers accords", le lycée, les histoires d'amour, les rêves... Deux chansons sont écrites en breton.

## Liste des chansons
| No  | Titre                         | Durée |
| --- | ----------------------------- | ----- |
| 1.  | Bugel kollet                  | 4:00  |
| 2.  | Je regardais passer les stars | 3:42  |
| 3.  | Etre ar glao hag an avel      | 3:03  |
| 4.  | Elle chantait "Move over"     | 4:12  |
| 5.  | La maison sur les dunes       | 3:25  |
| 6.  | On s'aimera longtemps         | 4:13  |
| 7.  | Les mots de sable             | 3:48  |
| 8.  | Nos rêves s'en vont           | 3:36  |
| 9.  | Kerichen 72                   | 2:45  |
| 10. | Le silence des anciens        | 4:00  |

Paroles et musiques Gérard Jaffrès

## Musiciens
Gérard Jaffrès (basse, guitares, claviers), Bernard Wrincq (guitares, batterie, claviers), Stéphane Véglia (piano acoustique), Alert Herkens (harmonica), Kieran Fahy (fiddle), Mike D. Royo (cornemuse écossaise), Dany Caan, Virginie Líherbeet, Thierry Bienvenu (chœurs), Celtes de Belgique...